# Natación en los Juegos Suramericanos de 2014 - Clavados: Trampolín 3m masculino
La prueba de Trampolín 3m masculino en Santiago 2014 se llevó a cabo en el Centro Acuático del Estadio Nacional el día 15 de marzo. Participaron 10 clavadistas.

## Resultados[1]
| #                 | Clavadistas        | Puntaje por salto | Puntaje por salto | Puntaje por salto | Puntaje por salto | Puntaje por salto | Puntaje por salto | Total  |
| #                 | Clavadistas        | 1                 | 2                 | 3                 | 4                 | 5                 | 6                 | Total  |
| ----------------- | ------------------ | ----------------- | ----------------- | ----------------- | ----------------- | ----------------- | ----------------- | ------ |
| Medalla de oro    | Cesar Aquino       | 76.50             | 79.05             | 83.30             | 58.50             | 75.00             | 76.50             | 448.85 |
| Medalla de plata  | Sebastián Villa    | 75.00             | 71.30             | 76.50             | 79.20             | 63.00             | 81.60             | 446.60 |
| Medalla de bronce | Sebastián Morales  | 72.00             | 75.95             | 78.20             | 78.20             | 76.50             | 54.45             | 435.30 |
| 4                 | Emilio Colmenares  | 79.05             | 61.50             | 67.50             | 69.30             | 81.60             | 67.50             | 426.45 |
| 5                 | Diego Carquin      | 70.50             | 68.00             | 74.40             | 73.10             | 67.50             | 64.50             | 418.00 |
| 6                 | Ian Gonçalves      | 70.50             | 69.00             | 69.00             | 54.45             | 79.90             | 69.75             | 412.60 |
| 7                 | Alfredo Colmenares | 69.00             | 57.35             | 72.00             | 72.00             | 74.80             | 49.30             | 394.45 |
| 8                 | Donato Neglia      | 69.00             | 43.40             | 68.00             | 57.00             | 61.50             | 47.60             | 346.50 |
| 9                 | Walter Vera        | 36.40             | 61.50             | 36.00             | 54.00             | 57.40             | 39.15             | 284.45 |
| 10                | Jonathan Posligua  | 54.00             | 46.20             | 48.00             | 54.60             | 37.80             | 21.00             | 261.60 |